# Puroresu
Con il termine puroresu (プロレス?) si indica il wrestling praticato in Giappone. Rappresenta un'abbreviazione di purofesshonaru resuringu (プロフェッショナル・レスリング? professional wrestling).
Il wrestling fu introdotto in Giappone subito dopo la fine della seconda guerra mondiale, ma raggiunse risultati incoraggiati solo con l'avvento della prima grande stella, Rikidōzan, grazie al quale questo sport divenne popolare nel 1951.
Ciò che differenzia il puroresu dalla lucha libre messicana e dallo stile statunitense è che in ogni incontro si cerca di dare un forte senso di realismo all'azione, trasformando un match in una effettiva lotta tra sportivi.
Negli anni '80 in Italia il wrestling Giapponese fu trasmesso su delle televisioni regionali, con il commento di Tony Fusaro. Le federazioni mandate in onda furono la NJPW e la federazione femminile AJW. Ebbe un grande successo.
Eurosport dal 2006 al 2008 trasmise la NJPW con il commento di Paolo Lanati, commentatore anche della TNA. Trasmise anche la UWFi federazione precedentemente conosciuta come UWF.  
Fight Network Italia, conosciuta anche come FN Sport, ha trasmesso delle puntate del programma chiamato NJPW world pro-wrestling prodotto da TV ASAHI, con il commento originale.

## Regole base
Un match può essere vinto per:
- fōru (フォール?), dall'inglese fall; schienamento. Si parla di fōru quando il wrestler riesce a mantenere entrambe le spalle dell'avversario al tappeto per un conto di tre.
- nokkauto (ノッカウト?), knockout; mancata reazione entro un conto di dieci;
- ringu auto (リング・アウト?), ring out; conteggio fuori dal ring. A differenza di quanto accade in Europa e in Nord America, in Giappone si ricorre ad un conteggio di venti e non di dieci nel caso in cui uno o più wrestler si trovino fuori dal ring;
- gibappu (ギバップ?), give up; sottomissione;

Regole addizionali sono stabilite dalla federazione che promuove i match. Ad esempio, i match che si tengono nel corso degli show della Universal Wrestling Federation e della sua derivata Submission Arts Wrestling non permettono la vittoria via fōru, ma solo tramite nokkauto o gibappu. Le squalifiche, alle quali si fa molto ricorso in Occidente, non sono altrettanto utilizzate in Giappone al giorno d'oggi, giacché al pubblico non piace assistere a un incontro che termina senza che un wrestler porti a casa una vittoria "pulita".

## Caratteristiche
Non si ricorre a interferenze esterne o a favori arbitrali; se ci sono interferenze da parte di coloro che accompagnano il wrestler a bordo ring, essi vengono allontanati dall'arbitro, anche se comunque l'interferenza (seppur molto rara) non determina mai il risultato finale; comportamenti antisportivi determinano forti cori di disapprovazione da parte del pubblico, a prescindere dalla popolarità del wrestler che ricorre al sotterfugio. Ne consegue che agli occhi dei fan i wrestler sono considerati come veri e propri atleti.
Nel puroresu si fa inoltre ricorso a manovre di sottomissione altamente complesse, così come ad attacchi in volo. I wrestler in Giappone sono inoltre noti per il loro stile stiff, ovvero un modo di colpire nel quale non si pone grande attenzione nell'evitare di colpire con forza l'avversario, sebbene i colpi quasi mai siano diretti in testa e mai a pugno chiuso.
Nelle interviste, un lottatore di puroresu parla utilizzando frasi e terminologie normali, evitando di ricorrere a catchphrase o comunque espressioni legate alla propria gimmick. Anche i lottatori che non hanno gimmick dallo spiccato carisma portano avanti da soli le loro interviste, utilizzando un tono calmo e solenne. Le uniche catchphrase che si permettono di utilizzare prevedono l'utilizzo di qualche parola in lingua inglese, come "thank you", "champion" o "I am" (prima del loro nome). Le interviste vengono condotte principalmente dopo un match e non prima, quando un wrestler è realmente stanco; questo serve a testimoniare l'effettiva fatica richiesta al lottatore per condurre l'incontro.
Molte delle organizzazioni di wrestling giapponesi non seguono la struttura heel-face tipica del panorama occidentale; viene quindi a mancare la contrapposizione tra "buoni" e "cattivi" e si amplifica l'idea di uno scontro tra wrestler. In questo modo ogni lottatore del roster della federazione può sfidare tutti gli altri; ciò non può accadere, ad esempio, negli Stati Uniti, dove due face o due heel difficilmente si scontrano in un match, giacché lo scontro heel-face è la struttura portante. Ciò si riflette anche nella struttura dei tag team: è prassi comune per due lottatori che combattono in coppia sfidarsi in match uno contro l'altro; ciò accade spesso durante i tornei annuali (fenomeno molto importante in Giappone). Durante l'angle dell'approdo del New World Order in Giappone, ad esempio, non era difficile assistere a match nei quali Keiji Muto si scontrava con Masahiro Chono, Marcus Bagwell o Scott Norton, suoi alleati, durante il torneo G-1 Climax, senza alcuna ripercussione nel corso dei match nei quali lottavano insieme.
Nelle federazioni giapponesi non esistono "titoli secondari" come il WWE Intercontinental Championship o il WWE United States Championship; spesso, quando a un wrestler viene data la possibilità di lottare ad alti livelli, ma non per il titolo principale, viene introdotta una sorta di "cintura secondaria", solitamente appartenente a federazioni indipendenti o a organizzazioni estere.
Nella New Japan Pro-Wrestling per un certo periodo di tempo si fece ricorso alle gimmick e al rapporto face-heel. Negli anni novanta una delle più grandi stelle del puroresu, Keiji Muto, portava avanti un doppio ruolo: alle volte lottava con il suo vero nome da face, privo di una gimmick, mentre in altre occasioni faceva ricorso a una gimmick heel, col nome di Great Muta, che prevedeva una pittura sul volto che cambiava spesso e differenti costumi. Gran parte della fama dei wrestler giapponesi dipende dalla qualità dei loro match e non dal ruolo che giocano.
Un'altra differenza tra il puroresu e la scena occidentale è la mancanza di riviste e periodici gestiti dalle stesse organizzazioni; a esse sono dedicate diverse pubblicazioni indipendenti, come Shukan Puroresu, sezione della rivista Baseball Magazine Sha, e Shukan Gong. In entrambe vengono presentati i risultati dei match svoltosi la settimana precedente la pubblicazione (shukan in giapponese significa per l'appunto "settimanale"), in contrasto con quanto accade negli Stati Uniti, dove sia le riviste della WWE sia quella del Pro Wrestling Illustrated pubblicano risultati di due mesi prima. Ciò che accade nelle federazioni più importanti è costantemente riportato dai media principali e i quotidiani più importanti includono i risultati dei match di wrestling, pugilato e arti marziali miste, catalogati assieme in una sezione solitamente indicata con il nome di kakutogi (sport da combattimento).

## Federazioni

### Maschili
- All Japan Pro Wrestling
- Apache Army
- BattlARTS
- Big Japan Pro Wrestling (BJW)
- Big Mouth Loud
- Dragon Gate
- Dramatic Dream Team (DDT)
- El Dorado Wrestling
- Fighting World of Japan Pro Wrestling
- Frontier Martial-Arts Wrestling (FMW)
- Fujiwara Gumi
- HUSTLE
- International Pro Wrestling
- IWA JAPAN
- Japan Pro-Wrestling Association
- Japan Pro Wrestling (Nihon Puroresu, JWA)
- Kaientai Dojo
- Kensuke Office
- Kingdom
- King's Road
- Michinoku Pro Wrestling
- MUGA World
- New Japan Pro-Wrestling
- NOW
- Osaka Pro Wrestling
- Pancrase
- Pro Wrestling Crusaders
- Pro Wrestling Kageki
- Pro Wrestling NOAH
- Pro Wrestling U-STYLE
- Pro Wrestling ZERO1
- RINGS
- Super World of Sports (SWS)
- Tokyo Pro Wrestling
- Tokyo Pro Wrestling (new)
- UFO
- Universal Lucha Libre
- Universal Wrestling Federation
- UWF International
- W*ING
- WAR
- World Entertainment Wrestling (WEW)
- Wrestling Marvelous Future (WMF)

### Femminili
- All Japan Women's Pro-Wrestling (Zenjo)
- ARSION
- AtoZ
- GAEA Japan
- Ice Ribbon
- JWP
- Japan Women's Pro Wrestling
- LLPW
- NEO
- JDStar
- Pro Wrestling SUN
- SENDAI Girls' Pro Wrestling